# Byelorussite-(Ce)
La byelorussite-(Ce) è un minerale appartenente al gruppo della joaquinite.